# Zamocino
Zamocino es una entidad de población española del municipio de Zamayón, perteneciente a la provincia de Salamanca, en la comunidad autónoma de Castilla y León.

## Historia
Hacia mediados del siglo XIX, el lugar, ya por entonces perteneciente al término municipal de Zamayón, estaba despoblado. Aparece descrito en el decimosexto y último volumen del Diccionario geográfico-estadístico-histórico de España y sus posesiones de Ultramar de Pascual Madoz con las siguientes palabras:

ZAMOCINO: desp. en la prov. de Salamanca, part. jud. de Ledesma, térm. municipal de Zamayon.
(Madoz, 1850, p. 455)

En 2022, tenía empadronado un único habitante.